# Sint-Anna's Beemd
Sint-Anna's Beemd is een natuurgebied ten zuiden van Heel.
Het is een door grindwinning ontstane geïsoleerde Maasplas die, samen met de naastliggende, en met de Maas verbonden, Maasplassen De Slaag en Polderveld een gebied van 110 ha vormt.
Sedert 1997 is Sint-Anna's Beemd in bezit van het Limburgs Landschap. In 2000 kwamen ook De Slaag en Polderveld in bezit van deze vereniging.
Sint-Anna's Beemd is een waterplas met oevervegetatie, waaronder grasklokje en echt duizendguldenkruid. Men vindt er de waterral, de ijsvogel en vooral 's-winters zijn er veel watervogels als kuifeend, tafeleend, nonnetje, brilduiker en grote zaagbek. Het gebied is toegankelijk over een verhard pad.
De Slaag heeft oevers van riet en lisdodde, met vogels als grote karekiet, tuinfluiter, fitis, kolgans en grauwe gans. De oevers van het Polderveld zijn begroeid met jong bos.